# Берёзовский (город, Кемеровская область)
Берёзовский — город в России, административный центр Берёзовского городского округа Кемеровской области. Находится в 27 км к северу от административного центра области — Кемерово. Город областного подчинения. Население города — 43 254 человек (2025).

## География
Большая часть территории города и его окрестностей покрыта лесами, 80% которых относится к таёжной зоне.. В городе протекают две крупные реки — Барзас и Шурап, а также множество небольших речек, таких как Кабачок, Каменушка, Каменка, Подсочка, Таловка, Крутой Лог, Божья и Бирюлинка.

#### Климат
Преобладает резко континентальный климат. Самый тёплый месяц июль со средней температурой 18,6 °C, а самый холодный — февраль, со средней температурой −18.4 °C. Среднегодовое количество осадков — 505 мм. Меньше всего осадков выпадает в феврале, в среднем около 14 мм, а больше всего в июле, в среднем 69 мм. 

## История

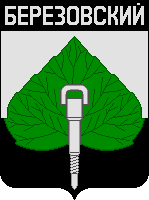
Герб до 2019 года

Берёзовский был образован по указу Президиума Верховного Совета РСФСР «Об изменении административно-территориального деления Кемеровской области»
Указом Президиума ВС РСФСР от 11.01.1965 упразднён Берёзовский промышленный район, рабочий поселок Берёзовский преобразован в город областного подчинения за счет объединения рабочих поселков: Березовский, Октябрьский, Кургановский, с административным подчинением Барзасского поселкового Совета депутатов трудящихся Кемеровской области, Арсентьевского, Суетинского, Успенского сельских Советов депутатов трудящихся Кемеровской области (по версии Администрации города, в состав города 11 января 1965 года вошли посёлки Кургановка, Берёзовский и Октябрьский, а также населённые пункты Барзасского поссовета, Арсентьевского, Суетинского и Успенского сельских Советов). До этого времени вся территория города входила в Кемеровский район.

## Образование
В городе имеются 7 общеобразовательных школ; 3 учреждения дополнительного образования; 13 детских дошкольных учреждений; «Березовский политехнический техникум», ранее Березовское политехническое училище (бывш. училище № 18).

## Транспорт
Автотранспортную связь в городе, с сельскими населёнными пунктами, областным центром и другими городами Кузбасса обеспечивает Берёзовское государственное пассажирское автотранспортное предприятие,в городе ходят три автобусных линии , первый (местный),120(Березовский – Кемерово,Кемерово – Березовский),107 (Березовский – Успенка,Успенка – Березовский),102 (Березовский – Барзас, Барзас – Березовский) и 103 (Березовский – Арсентьевка,Арсентьевка – Березовский)
. В 2024 году вновь открыта электричка из Березовского до Кемерово.

## Население
| 1959    | 1967    | 1968    | 1970    | 1979    | 1987    | 1989    | 1992    | 1996    | 1998    | 2000    | 2001    |
| ------- | ------- | ------- | ------- | ------- | ------- | ------- | ------- | ------- | ------- | ------- | ------- |
| 21 900  | ↗31 000 | ↗35 000 | ↘34 800 | ↗41 400 | ↗51 000 | ↗51 300 | ↗52 000 | ↘51 800 | ↘51 100 | ↘50 400 | ↘49 800 |
| 2002    | 2003    | 2005    | 2006    | 2007    | 2008    | 2009    | 2010    | 2011    | 2012    | 2013    | 2014    |
| ↘48 299 | ↗48 300 | ↘47 400 | ↘47 100 | ↗47 200 | ↗47 300 | ↗47 361 | ↘47 279 | ↗47 367 | ↘47 330 | ↘47 233 | ↗47 250 |
| 2015    | 2016    | 2017    | 2018    | 2019    | 2020    | 2021    | 2025    |         |         |         |         |
| ↗47 352 | ↘47 140 | ↘46 859 | ↘46 215 | ↘45 801 | ↘45 598 | ↘44 073 | ↘43 254 |         |         |         |         |

На 1 января 2025 года по численности населения город находился на 350-м месте из 1124 городов Российской Федерации.

## Экономика
Ведущей отраслью экономики города является угольная, на долю которой приходится 86 % объёма промышленной продукции.
В районе города разведаны богатые месторождения разнообразных полезных ископаемых: каменный уголь, золото, сапропелит, некоторые виды железных руд, высококачественные глины, мрамор, древесина.

## Культура
В городе работают:
- Центр Культурного Развития (ЦКР)
- Дворец культуры шахтёров
- Детская школа искусств № 14 (бывшая музыкальная школа № 91)
- МБУК «Клуб танца»
- Городской музей имени В. Н. Плотникова
- Централизованная библиотечная система (включает в себя 7 библиотек)
- Организационно-методический центр
- Комплексная детско-юношеская спортивная школа им. А. Бессмертных
- МАУ ЦСО «Атлант»
- МКУ «Централизованная бухгалтерия Управления культуры, спорта, молодежи и национальной политики Березовского городского округа»
- Религиозная группа Христиан Веры Евангельской «Голос Истины» Учётный номер религиозной группы — 4218010072
- Библиотека «Гармония»
- Стадион «Шахтер»
- Секция Бокса имени Ю.А.Арбачкова

По традиции, в течение ряда лет в городе проводится отборочный либо финальный тур областного конкурса хореографических коллективов на «Приз губернатора Кемеровской области».

## Люди
В городе родились и проживают выдающиеся люди:
- заслуженный мастер спорта России, чемпионка мира по пауэрлифтингу (2002, 2004, 2005, 2009, 2010 гг.), чемпионка Европы (2003, 2004 г.) — Галина Карпова[31].
- заслуженный мастер спорта России, серебряный призёр зимних Олимпийских игр в Сочи (2014) в эстафете, трёхкратный серебряный призёр чемпионатов мира, призёр этапов Кубка мира и чемпионата мира среди молодёжи — Александр Бессмертных.
- футболист (опорный полузащитник) — Никита Гвинейский
- актёр театра и кино, поэт, писатель — Николай Шарифулин[32].
- поэт, член Союза писателей России, лауреат Кузбасской премии в области литературы и искусства им. В. Д. Фёдорова, медаль «За особый вклад в развитие Кузбасса» III степени, почетный гражданин г. Березовский — Леонид Гержидович[33].
- поэт, музыкант, вокалист, основатель группы Грыжа И Мертвяки —  Григорий Плотников[34]

## Музыка
В городе есть три музыкальных группы: «Бакунята», «Грыжа и мертвяки» (карикатура на омскую панк-группу «Иван Морг и мертвяки») и «Makazz».